# Temple Wood Stone Circles

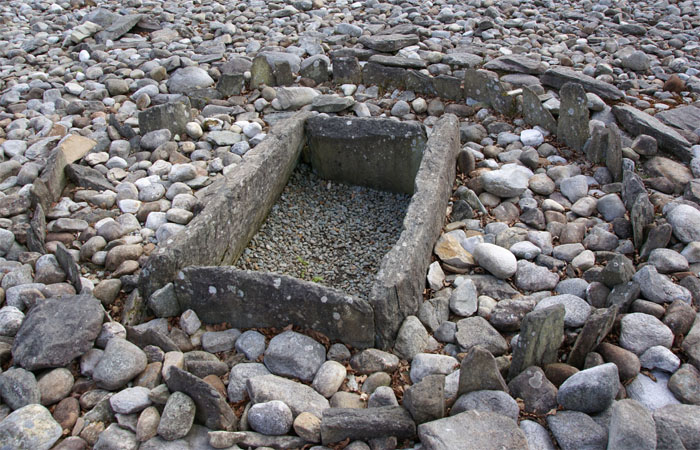
Temple Wood, de grafkist in de binnenste cirkel van de zuidelijke cirkel

Temple Wood Stone Circles zijn twee steencirkels uit de bronstijd in Kilmartin Glen, gelegen 0,4 kilometer ten zuidwesten van Nether Largie in de Schotse regio Argyll and Bute.

## Beschrijving
De Temple Wood Stone Circles bestaan uit twee cirkels, een zuidelijke en een noordelijke, uit de bronstijd, circa 3000 v. Chr.
De noordelijke cirkel is de oudste cirkel, al werd de zuidelijke cirkel snel erna opgericht. De zuidelijke cirkel meet twaalf meter in diameter en bestaat uit dertien stenen, hoewel er oorspronkelijk 22 moeten hebben gestaan. Twee stenen zijn voorzien van concentrische cirkels en een dubbele spiraal. In het midden van de ring bevindt zich een stenen grafkist waar omheen een kleine steencirkel van drie meter in diameter staat. De zuidelijke cirkel ligt vol met stenen; zowel binnen als buiten de cirkel werden mensen begraven.
Ook de noordelijke cirkel is gevuld met ronde stenen. In het midden van de cirkel bevindt zich een steen en van de cirkel zelf is één steen overgebleven. De cirkel bestond in eerste instantie uit houten palen. De noordelijke cirkel is relatief snel in onbruik geraakt en werd uiteindelijk bedolven onder een turflaag.
Begin negentiende eeuw werd er nabij de steencirkels een bos aangeplant, dat de naam Temple Wood of Half Moon Wood kreeg.

## Beheer
De Temple Wood Stone Circles worden beheerd door Historic Scotland, net als de nabijgelegen Nether Largie Cairns, Ri Cruin Cairn en Glebe Cairn.